# Passerikari
Passerikari är en ö i Finland.   Den ligger i den ekonomiska regionen  Brahestads ekonomiska region  och landskapet Norra Österbotten, i den centrala delen av landet, 500 km norr om huvudstaden Helsingfors. Arean är 0,22 kvadratkilometer.
Terrängen på Passerikari är mycket platt. Den sträcker sig 0,6 kilometer i nord-sydlig riktning, och 0,5 kilometer i öst-västlig riktning.